# Чизано (Аляска)
Чизано (англ. Chisana) — переписна місцевість (CDP) в США, в окрузі Вальдес-Кордова штату Аляска. Населення — 0 осіб (2010).

## Географія
Чизано розташоване за координатами 62°6′38″ пн. ш. 142°2′55″ зх. д. / 62.11056° пн. ш. 142.04861° зх. д. (62.110484, -142.048641).  За даними Бюро перепису населення США в 2010 році переписна місцевість мала площу 217,27 км², з яких 217,14 км² — суходіл та 0,13 км² — водойми. В 2017 році площа становила 205,74 км², з яких 205,61 км² — суходіл та 0,13 км² — водойми.